# Sandra Good

Sandra Collins Good (née le 20 février 1944) est une membre de longue date de la Famille Manson et une amie proche de Lynette "Squeaky" Fromme. Son surnom dans la famille Manson est "Blue", il lui a été donné par Charles Manson pour représenter la propreté de l'air et de l'eau.

## Jeunesse
Elle est née à San Diego, en Californie. Son père est courtier en valeurs mobilières. Ses parents divorcent quatre ans après sa naissance. Elle étudie à Point Loma et fut membre du club d'avis des Étudiants. 
Elle étudie à l'Université d'État de Californie à Sacramento, l'Université de l'Oregon et au San Francisco State College pendant sept ans, mais ne reçoit aucun diplôme.

## Famille Manson
Sandra Good rejoint la famille Manson en avril 1968, et quelques mois plus tard, les accompagne dans leur déménagement au Spahn Ranch, à l'ouest des montagnes de Chatsworth. Elle est en prison avec Marie Brunner pour avoir tenté d'utiliser des cartes de crédit volées lors des meurtres Tate/La Bianca, mais est de retour au ranch à temps pour être arrêtée lors du raid du 16 août.
Elle a un fils, Ivan S. Pugh (né le 16 septembre 1969)[réf. nécessaire]. Sa paternité a été attribuée à différents hommes, dont notamment Joel Pugh (7 juin 1940 – 1er décembre 1969), qui a été retrouvé mort dans une chambre d'hôtel Londres chambre d'hôtel dans des circonstances suspectes.
Dans un entretien téléphonique avec WWL (AM) à la Nouvelle-Orléans juste après la tentative d'assassinat de Gerald Ford par Lynette Fromme, Good menace qu'une « vague d'assassinat » va être commise par un groupe qu'elle désigne sous le nom d'International Peoples Court of Retribution (voir ATWA) qui doit tuer ou mutiler certains cadres de l'entreprise qu'elle nomme ainsi que les membres de leurs familles[réf. nécessaire]. Good accuse ces cadres de polluer l'environnement. Le 10 septembre 1975, lors d'une interview avec Barbara Frum de la CBC sur le programme radiophonique As It Happens, Good menace de s'en prendre encore à diverses personnes pour venger le meurtre d'arbres. Elle a également effectué un entretien téléphonique à Hamilton, en Ontario, avec le radiodiffuseur Bob Bratina sur CHML Radio. Bratina a ainsi été amené à apparaître au tribunal pour témoigner pendant le procès de Sandra Good à Sacremento où l'enregistrement de l'entrevue a été présenté à titre de preuve par le ministère public.

## Prison
Le 22 décembre 1975, Good et une autre membre de la Famille Manson, Susan Murphy, ont été inculpés pour "complot visant à envoyer des lettres de menace par la poste" par un Grand Jury Fédéral à Sacramento, en rapport avec des menaces de mort à l'encontre de plus de 170 dirigeants d'entreprise que Good accusait (voir ATWA) de polluer la planète.
Reconnue coupable le 16 mars 1976, Good a été condamnée le 13 avril, à 15 ans de prison.

## Libération conditionnelle
Good a été mise en liberté conditionnelle au début de mois de décembre 1985, après avoir purgé 10 ans de prison. Contrairement à beaucoup de membres de la Famille, Good a toujours professé une allégeance totale à Manson. Une condition de sa libération conditionnelle était qu'elle ne pouvait pas retourner en Californie. Elle a déménagé à Vermont, où elle a vécu tranquillement sous le nom de Sandra Collins (ou parfois "Blue Collins") jusqu'en 1989, quand son activisme environnemental a fait l'actualité et que son identité a été rendue publique.[réf. nécessaire]
Après la fin de sa libération conditionnelle, Good déménage à Hanford, en Californie, près de la Prison d'État de Corcoran, pour être plus proche de Manson, même si elle n'a pas été autorisée à lui rendre visite. Le 26 janvier 1996, elle et George Stimson ont fondé un site web pro-Manson sur lequel ils prétendaient avoir une réelle source de la pensée de Manson. [réf. nécessaire] Elle a également soutenu le mouvement environnemental de Manson, ATWA (Air Arbres Animaux de l'Eau). Le site a été mis hors ligne en 2001, mais est archivé.

## Dans la fiction
Elle est un personnage du film Once Upon a Time… in Hollywood (2019) de Quentin Tarantino. Son rôle est interprété par Kansas Bowling.